# Prijeglas
Prijeglas je glasovna promjena u nekim jezicima, u kojoj se samoglasnici pravilno mijenjaju u nekim situacijama. Termin se koristi za različite promjene u različitim jezicima.
Na primjer, u njemačkom termin (Umlaut) koristi se za pojavu izmjene glasova u imenicama: Mann – Männer, Haus – Häuser. 

## U hrvatskom jeziku
U hrvatskom, prijeglas je promjena u kojoj se samoglasnik o iza palatala, skupova št, žd i suglasnika c mijenja u samoglasnik e.

### Primjeri prijeglasa
Prijeglas se provodi u sljedećim primjerima:
- u instrumentalu jednine imenica muškoga i srednjeg roda

mužem, poljem, godištem, duždem
- u množinskom umetku imenica muškoga i srednjeg roda (duga množina)

muževi, prištevi, duždevi

### Odstupanja
Prijeglas se ne provodi:
- kod složenica sa spojnikom -o-

dušobrižnik, srednjovjekovni, prednjonepčani
- kod jednosložnih i dvosložnih imenica muškoga roda koje ispred nastavka imaju samoglasnik e, a osnova im završava na palatal (č, ć, đ, dž, j, lj, nj, š, ž).

Takvo se izbjegavanje ponavljanja istog glasa naziva razjedničivanje ili disimilacija.
Beč – Bečom, muzej – muzejom, hmelj – hmeljom, Senj – Senjom, drmeš – drmešom, svrbež – svrbežom, padež – padežom, davež – davežom
- kod imenica ženskoga roda (instrumental):

kuhinja – kuhinjom, sreća – srećom, soba – sobom, trava – travom
- kod posuđenica bez obzira na drugo navedeno pravilo

bendžo – bendžom, gaučo – gaučom

### Dvostrukosti
Dublete:
- u instrumentalu jednine imenica muškoga roda na -ar

car – carom – carem, ribar – ribarom – ribarem, mornar – mornarom – mornarem
- u posvojnom pridjevu imenica muškoga roda na -ar

ribar – ribarov – ribarev, mornar – mornarov – mornarev
samo – car – carev (carov)